# In Real Life Worldwide Tour
In Real Life Worldwide Tour es la décima gira de conciertos de la boy band estadounidense, Big Time Rush. La gira comenzará el 9 de julio de 2025 en Birmingham Alabama, Estados Unidos, y concluirá por ahora el 22 de diciembre de 2025 en Copenhague, Dinamarca. La banda anunció la gira y sus fechas el 20 de febrero de 2025, y la venta de entradas comenzará 28 del mismo mes.

## Antecedentes
Big Time Rush anunció formalmente la gira de 54 fechas el 20 de febrero de 2025. La gira se extenderá desde julio hasta diciembre de 2025 por Norteamérica y Europa, con más fechas por anunciar. Las entradas saldrán a la venta el 28 de febrero de 2025, con varias preventas a partir del 25 de febrero.
El día 27 de febrero, la banda anunció mediante sus redes sociales una segunda fecha en Ámsterdam debido a la alta demanda de entradas para el concierto en el Ziggo Dome.
El 24 de marzo, la banda hizo público el anuncio de 4 nuevas fechas por Europa tras la petición de sus fans. Las nuevas ciudades a visitar son Budapest,  Zúrich, Manheim y Copenhague.

## Fechas
| 9 de julio de 2025      | Birmingham           | Estados Unidos  | Coca-Cola Amphitheater                                    |
| 11 de julio de 2025     | Nashville            | Estados Unidos  | Ascend Amphitheater                                       |
| 12 de julio de 2025     | Alpharetta           | Estados Unidos  | Ameris Bank Amphitheatre                                  |
| 13 de julio de 2025     | Tampa                | Estados Unidos  | MidFlorida Credit Union Amphitheatre                      |
| 15 de julio de 2025     | Jacksonville         | Estados Unidos  | Daily's Place                                             |
| 16 de julio de 2025     | Charlotte            | Estados Unidos  | PNC Music Pavilion                                        |
| 18 de julio de 2025     | Raleigh              | Estados Unidos  | Coastal Credit Union Music Park                           |
| 19 de julio de 2025     | Virginia Beach       | Estados Unidos  | Veterans United Home Loans Amphitheater at Virginia Beach |
| 20 de julio de 2025     | Bristow              | Estados Unidos  | Jiffy Lube Live                                           |
| 22 de julio de 2025     | Municipio de Holmdel | Estados Unidos  | PNC Bank Arts Center                                      |
| 23 de julio de 2025     | Wantagh              | Estados Unidos  | Northwell Health at Jones Beach Theater                   |
| 25 de julio de 2025     | Mansfield            | Estados Unidos  | Xfinity Center                                            |
| 26 de julio de 2025     | Uncasville           | Estados Unidos  | Mohegan Sun Arena                                         |
| 27 de julio de 2025     | Gilford              | Estados Unidos  | Bank of New Hampshire Pavilion                            |
| 29 de julio de 2025     | Cuyahoga Falls       | Estados Unidos  | Blossom Music Center                                      |
| 30 de julio de 2025     | Cincinnati           | Estados Unidos  | Riverbend Music Center                                    |
| 1 de agosto de 2025     | Hershey              | Estados Unidos  | Hersheypark Stadium                                       |
| 2 de agosto de 2025     | Filadelfia           | Estados Unidos  | TD Pavilion at The Mann                                   |
| 3 de agosto de 2025     | Saratoga Springs     | Estados Unidos  | Broadview Stage at SPAC                                   |
| 5 de agosto de 2025     | Darien               | Estados Unidos  | Darien Lake Amphitheater                                  |
| 6 de agosto de 2025     | Clarkston            | Estados Unidos  | Pine Knob Music Theatre                                   |
| 8 de agosto de 2025     | Saint Paul           | Estados Unidos  | Xcel Energy Center                                        |
| 9 de agosto de 2025     | Milwaukee            | Estados Unidos  | American Family Insurance Amphitheater                    |
| 10 de agosto de 2025    | Tinley Park          | Estados Unidos  | Credit Union 1 Amphitheatre                               |
| 12 de agosto de 2025    | Noblesville          | Estados Unidos  | Ruoff Music Center                                        |
| 13 de agosto de 2025    | Kansas City          | Estados Unidos  | Starlight Theatre                                         |
| 15 de agosto de 2025    | Rogers               | Estados Unidos  | Walmart AMP                                               |
| 16 de agosto de 2025    | Dallas               | Estados Unidos  | Dos Equis Pavilion                                        |
| 17 de agosto de 2025    | The Woodlands        | Estados Unidos  | The Cynthia Woods Mitchell Pavilion Presented by Huntsman |
| 19 de agosto de 2025    | Austin               | Estados Unidos  | Moody Center                                              |
| 20 de agosto de 2025    | Oklahoma City        | Estados Unidos  | The Zoo Amphitheatre                                      |
| 22 de agosto de 2025    | Albuquerque          | Estados Unidos  | Isleta Amphitheater                                       |
| 23 de agosto de 2025    | Phoenix              | Estados Unidos  | Talking Stick Resort Amphitheatre                         |
| 24 de agosto de 2025    | Chula Vista          | Estados Unidos  | North Island Credit Union Amphitheatre                    |
| 26 de agosto de 2025    | Inglewood            | Estados Unidos  | Intuit Dome                                               |
| 27 de agosto de 2025    | Concord              | Estados Unidos  | Toyota Pavilion at Concord                                |
| 29 de agosto de 2025    | West Valley City     | Estados Unidos  | Utah First Credit Union Amphitheatre                      |
| 30 de agosto de 2025    | Las Vegas            | Estados Unidos  | Zappos Theater                                            |
| Europa                  |                      |                 |                                                           |
| 14 de noviembre de 2025 | Viena                | Austria         | Wiener Stadthalle                                         |
| 17 de noviembre de 2025 | Colonia              | Alemania        | Lanxess Arena                                             |
| 18 de noviembre de 2025 | Hamburgo             | Alemania        | Barclays Arena                                            |
| 20 de noviembre de 2025 | Cracovia             | Polonia         | Tauron Arena                                              |
| 22 de noviembre de 2025 | Praga                | República Checa | Sportovní Hala Fortuna                                    |
| 23 de noviembre de 2025 | Berlín               | Alemania        | Uber Arena                                                |
| 24 de noviembre de 2025 | Múnich               | Alemania        | Olympiahalle                                              |
| 26 de noviembre de 2025 | Milán                | Italia          | Unipol Forum                                              |
| 27 de noviembre de 2025 | Zúrich               | Suiza           | Hallenstadion                                             |
| 29 de noviembre de 2025 | Barcelona            | España          | Sant Jordi Club                                           |
| 30 de noviembre de 2025 | Madrid               | España          | Palacio Vistalegre                                        |
| 3 de diciembre de 2025  | París                | Francia         | Zénith Paris                                              |
| 5 de diciembre de 2025  | Bruselas             | Bélgica         | Forest National                                           |
| 8 de diciembre de 2025  | Amsterdam            | Países Bajos    | Ziggo Dome                                                |
| 9 de diciembre de 2025  | Amsterdam            | Países Bajos    | Ziggo Dome                                                |
| 11 de diciembre de 2025 | Londres              | Reino Unido     | Wembley Arena                                             |
| 14 de diciembre de 2025 | Atenas               | Grecia          | Olympic Indoor Hall                                       |
| 16 de diciembre de 2025 | Budapest             | Hungría         | MVM Dome                                                  |
| 18 de diciembre de 2025 | Zúrich               | Suiza           | Hallenstadion                                             |
| 20 de diciembre de 2025 | Manheim              | Alemania        | SAP Arena                                                 |
| 22 de diciembre de 2025 | Copenhague           | Dinamarca       | Royal Arena                                               |